# 六榕街道
六榕街道是中国广东省广州市越秀区下辖的一个街道，2013年由原东风街道和六榕街道合并而成。辖区总面积0.87平方公里。有户籍人口48690人。
2013年2月8日，广州市人民政府批复同意撤销东风街道办事处，将原东风街道办事处的行政管辖范围划归六榕街道办事处管辖。六榕街道办事处驻六榕路133号。

## 行政区划
六榕街道下辖以下地区：
将军东社区、旧南海县社区、文园巷社区、稻谷仓社区、兴隆东社区、盘福社区、清泉社区、兰湖里社区、双井社区、象岗山社区、流花湖社区、四方塘社区、德坭新村社区、盘松苑社区、彭家巷社区、第一津社区、凉亭坊社区、司马坊社区、迎寿里社区、嘉和苑社区和驷马涌社区。

## 交通

### 地铁
█广州地铁2号线：纪念堂站

█广州地铁8号线：彩虹桥站

█广州地铁11号线：彩虹桥站